# Virginie Deloffre
Virginie Deloffre est une médecin et romancière française, lauréate du prix des libraires 2012 pour son premier roman Léna.

## Biographie
Virginie Deloffre est médecin à Paris dans un hôpital et a mis sept ans à écrire Léna, premier roman qui « nous entraîne dans le Grand Nord sibérien à la rencontre de l'âme russe aux temps troublés de la perestroïka ».

## Prix
- 2012 : Prix Première[3]

## Œuvres
- 2011 : Léna, éditions Albin Michel,  (ISBN 9782226229700) ; rééd. Livre de Poche, 2013 Existe en livre-audio, lu par Marie-Claude Moreau, Pollen diffusion, 2013.